# نفود كتيفة
نفُود كَتِيْفَة كثبان رملية، كبيرة المساحة. تقع في عالية نجد وسط المملكة العربية السعودية.

## الوصف
تقع نفود كتيفة إلى الشرق من نفود العريق، وتحدها جبال كتيفة، وجبال اللهيب وجبال الميدان من الشمال والشمال الشرقي، وجبال الشغيفاء
من الشمال الغربي، ومتوسط طولها طولها من الغرب إلى الشرق 22 كم، بعرض متوسط 18 كم، ومساحتها 396 كم مربع. ويسمى جنوب نفود كتيفة نفود اللَّهيب وشمالها نفود لمعيزيلة.